# Prétot-Vicquemare
Prétot-Vicquemare é uma comuna francesa na região administrativa da Normandia, no departamento de Sena Marítimo. Estende-se por uma área de 4,81 km². Em 2010 a comuna tinha 233 habitantes (densidade: 48,4 hab./km²).